# Więcej niż Honor
Więcej niż Honor (tyt. oryg. More Than Honor) – antologia opowiadań osadzonych w uniwersum science fiction Honorverse, wydany przez Baen Books w roku 1998 i opublikowany w Polsce przez Dom Wydawniczy Rebis w 2002 roku. Na zbiór składają się trzy długie opowiadania oraz dodatek Uniwersum Honor Harrington opisujący zagadnienia geografii, fizyki i polityki uniwersum Honorverse.

## Piękna Przyjaźń
A Beautiful Friendship

Autor: David Weber

Trzysta lat przed początkiem głównego cyklu jedenastoletnia Stephanie Harrington mieszka wraz ze swoimi rodzicami na Sphinxie, planecie zasiedlanej dopiero od niedawna. Jest zafascynowana znajdującym się w pobliżu lasem Copper Walls, jednak nie może tam chodzić, ponieważ drapieżniki Sphinxa są niebezpieczne dla ludzi.
Tymczasem niedaleko domu Harringtonów mieszka klan treecatów, rdzennego, ukrywającego się przed ludźmi gatunku Sphinxa. Tak jak inne treecaty, gustują oni w hodowanym przez ludzi selerze i często wykradają go z cieplarni. Stephanie opracowuje system, który ma wykryć nieznanego złodzieja. Tej samej nocy, w którym po raz pierwszy go ona testuje, treecat Wspinający Się Szybko planuje napad na cieplarnię Harringtonów.
Opowiadanie zostało rozwinięte w powieść Piękna przyjaźń i zapoczątkowało cykl Królestwo Manticore.

## Udana wycieczka
A Grand Tour

Autor: David Drake

Były oficer Królewskiej Marynarki, lord Hanakon Nessler, udaje się z wizytą do pobocznego systemu Hope, by badać starożytną, wymarłą rasę Alfan. Największą dumą Hope są Kryształowe Pylony, konstrukcja wybudowana przez Alfan, którą Nessler zamierza obejrzeć. Po dotarciu na miejsce lord i jego towarzysze odkrywają jednak, że lord Orloff z marynarki pobliskiego państwa zamierza wykopać jeden z Pylonów i przewieźć na swoją planetę jako trofeum.
Sytuację komplikuje fakt, że trwa wojna między Manticore a Haven, a na Hope przybywa grupa ocalałych z królewskiego okrętu marynarzy, prosząc Hanakona o pomoc. Nessler musi zachować bezcenny zabytek i jednocześnie znaleźć sposób by dostarczyć swoich pobratymców do domu.

## Małe wsparcie ogniowe
A Whiff of Grapeshot

Autor: S.M. Stirling

Krótko po zakończeniu akcji Honor wśród wrogów do stolicy Ludowej Republiki Haven przybywa admirał Esther McQueen, by objąć posadę dowódcy Floty Systemowej. W tym samym czasie na planecie rozpoczyna się powstanie Lewelerów, skrajnej grupy Dolistów przypominającej Czerwonych Khmerów. Dążą oni do wybicia rządzącego Ludową Republiką Komitetu Bezpieczeństwa Publicznego, co McQueen popiera, jednak nie zgadza się z resztą ich ideologii. Podczas gdy członkowie Komitetu walczą o przetrwanie w budynku rządu, admirał musi, chcąc nie chcąc, skorzystać z pomocy swojego komisarza politycznego i powstrzymać rewolucję, nim ta rozprzestrzeni się poza Haven.